# Cantonul Olette
Cantonul Olette este un canton din arondismentul Prades, departamentul Pyrénées-Orientales, regiunea Languedoc-Roussillon, Franța.

## Comune
- Ayguatébia-Talau
- Canaveilles
- Escaro
- Jujols
- Mantet
- Nyer
- Olette (reședință)
- Oreilla
- Py
- Railleu
- Sahorre
- Sansa
- Serdinya
- Souanyas
- Thuès-Entre-Valls